# Musikjahr 1804
Liste der Musikjahre

◄◄ | ◄ | 1800 | 1801 | 1802 | 1803 | Musikjahr 1804 | 1805 | 1806 | 1807 | 1808 | ► | ►►

Weitere Ereignisse
Dieser Artikel behandelt das Musikjahr 1804.

## Ereignisse
- 24. Februar: Das Londoner Theatre Royal Drury Lane brennt zum zweiten Mal bis auf die Grundmauern nieder.

## Instrumental und Vokalmusik (Auswahl)
- Ludwig van Beethoven vollendet die 3. Sinfonie in Es-Dur, op. 55, mit dem Beinamen Eroica (Heroische Sinfonie). Die Uraufführung findet am 9. Juni 1804 in privatem Rahmen im Wiener Palais des Fürsten Joseph Lobkowitz statt, der für einige Monate das alleinige Aufführungsrecht erwirbt. Außerdem komponiert Beethoven 1804 u. a. die  Klaviersonate Nr. 22 F-Dur op. 54
- Anton Eberl: Sinfonie in d-Moll op. 34; Quartett g-Moll für Klaver, Violine, Viola und Violoncello; Prélude suivie de VIII variations G-Dur für zwei Klaviere op. 31; Sechs Gesänge für Sopranstimme und Klavier op. 23;
- Étienne-Nicolas Méhul: Messe Solennelle für Soli, Chor und Orgel
- Antonio Salieri: Requiem c-Moll für Soli, vierstimmigen Chor und Orchester; 11 Märsche für Orchester (um 1804)

## Musiktheater (Auswahl)
- 26. Januar: Die Uraufführung der Oper La Romance von Henri Montan Berton findet an der Opéra-Comique in Paris statt.
- 17. März: Uraufführung der Oper Aline, reine de Golconde von François-Adrien Boieldieu in St. Petersburg.
- 12. Mai: Uraufführung der Oper La petite maison von Gaspare Spontini in der Opéra-Comique in Paris.
- 15. Mai: Das Singspiel Fanchon, das Leyermädchen von Friedrich Heinrich Himmel hat seine Uraufführung an der Hofoper in Berlin.
- 18. Mai: Uraufführung der Oper Amor non ha ritegno von Johann Simon Mayr an der Scala in Mailand.
- 05. Juli: Uraufführung der Oper Elisa von Johann Simon Mayr in Venedig.
- 10. August: Uraufführung der Oper Zamori von Johann Simon Mayr in Piacenza.
- 03. Oktober: Uraufführung der Oper Leonora von Ferdinando Paër in Dresden.
- 10. November: Uraufführung der Oper Die Neger von Antonio Salieri im Theater an der Wien in Wien.
- 27. November: Uraufführung der Oper Milton von Gaspare Spontini in der Opéra-Comique in Paris.

Weitere Uraufführungen
- Carl Maria von Weber: Rübezahl, (Oper in 2 Aufzügen) Erhalten ist nur die später umgearbeitete Ouvertüre.
- Louis Emmanuel Jadin: Der Komponist bringt folgende drei Opern zur Uraufführung: (1) Jean Bart et Patoulet, (2) Mon cousin de Paris; und (3) La Grand-mère.
- Nicolas Dalayrac: Der Komponist bringt folgende drei Opern heraus: (1) La Jeune prude ou Les Femmes entre elles (1 Akt); (2) Une Heure de Mariage (1 Akt) und Le Pavillon du calife ou Almanzor et Zobéide (2 Akte).
- Peter von Winter: In London kommen zwei Opern jeweils nach einem Libretto von Lorenzo Da Ponte heraus: (1) Il trionfo dell'amor fraterno und (2) Il ratto di Proserpina.

## Geboren

### Geburtsdatum gesichert
- 09. Januar: Jean-Baptiste-Louis Guiraud, französischer Komponist, Geiger und Musikpädagoge († 1864)
- 17. Januar: Vinzenz Zusner, österreichischer Dichter, Liedtexter und Unternehmer († 1874)

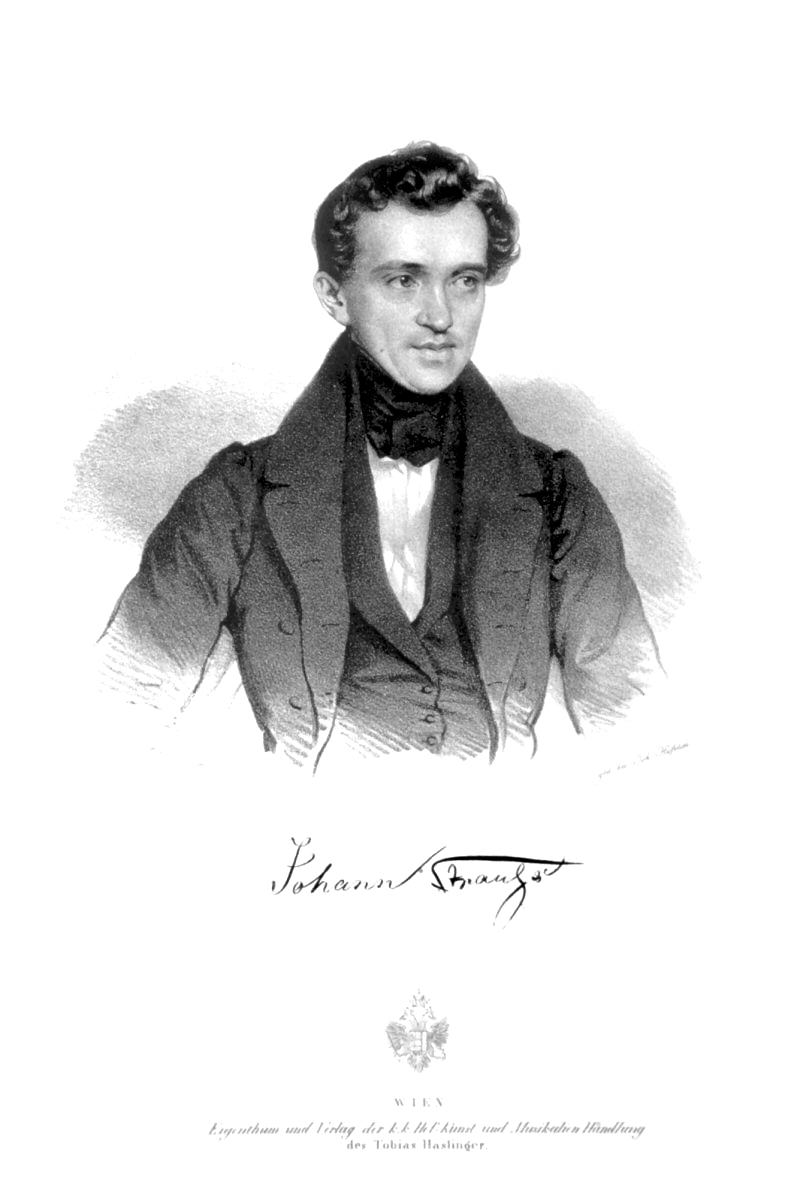
Johann Strauss Vater; * 14. März

- 14. März: Johann Strauss (Vater), österreichischer Komponist († 1849)
- 30. März: Salomon Sulzer, österreichischer Chasan und Sakralmusiker († 1890)
- 23. April: Marie Taglioni, italienische Tänzerin († 1884)
- 31. Mai: Émile Chevé, französischer Musiktheoretiker und Musikpädagoge († 1864)
- 31. Mai: Louise Farrenc, französische Komponistin, Pianistin und Musikwissenschaftlerin († 1875)
- 01. Juni: Michail Iwanowitsch Glinka, russischer Komponist († 1857)
- 06. Juni: Per Conrad Boman, schwedischer Komponist († 1861)
- 14. Juni: František Sušil, tschechischer Priester, Literat, Volksliedsammler, Sprachforscher und Dichter († 1868)
- 20. Juli: Scipion Rousselot, französischer Violoncellist und Komponist († 1880)
- 01. September: Ernst Julius Otto, deutscher Komponist, Chorleiter und Kreuzkantor († 1877)
- 08. Oktober: Marianne Angelica van Almonde, preußische Sängerin, niederländischer und schottischer Herkunft († 1866)
- 10. Oktober: Charles Spackman Barker, englischer Orgelbauer († 1879)
- 10. Oktober: Albín Mašek, tschechischer Komponist († 1878)
- 18. Oktober: Charles-Alexandre Fessy, französischer Organist und Komponist († 1856)
- 09. November: Jakob Ladstätter, österreichischer Orgelbauer († 1875)
- 14. November: Heinrich Dorn, deutscher Komponist der Romantik († 1892)
- 27. November: Julius Benedict, britischer Komponist und Kapellmeister deutscher Herkunft († 1885)
- 06. Dezember: Wilhelmine Schröder-Devrient, deutsche Opernsängerin (Sopran) († 1860)

### Genaues Geburtsdatum unbekannt
- August Martin Canthal, deutscher Flötist, Dirigent und Komponist († 1881)
- Katharina Eunicke, deutsche Opern- und Konzertsängerin († 1842)
- Karl Maria Groß, österreichischer Beamter, Maler, Dichter und Musikkritiker († 1868)
- Robert Wittmann, deutscher Cellist und Komponist († nach 1891)

## Gestorben

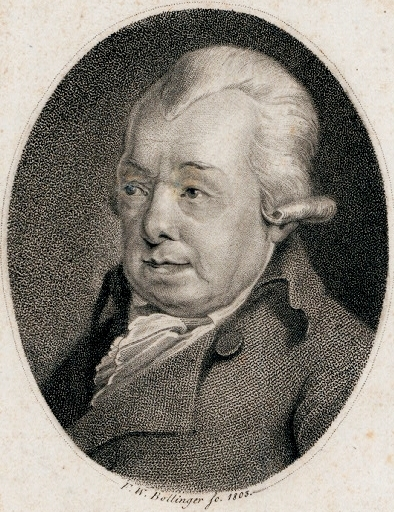
Josef Benda; † 22. Februar

- 22. Februar: Joseph Benda, böhmisch-deutscher Musiker (* 1724)
- 30. März: Iwan Chandoschkin, russischer Komponist (* 1747)
- 16. Juni: Johann Adam Hiller, deutscher Komponist, Musikschriftsteller und Kapellmeister (* 1728)
- 17. Juli: Christian Ernst Graf, deutscher Komponist (* 1723)
- 19. August: Albert Androt, französischer Komponist (* 1781)
- 24. August: Josef Valentin Adamberger, deutscher Opernsänger (* 1740)
- 19. November: Pietro Alessandro Guglielmi, italienischer Komponist (* 1728)